# Incidencias (película de 2015)
Incidencias es una película española de 2015 dirigida por José Corbacho y Juan Cruz. Se trata de la tercera película dirigida por estos dos directores después de Cobardes y Tapas. La película esta protagonizada por Toni Acosta, Roberto Álamo,Lola Dueñas, Nao Albet, Carlos Areces y Miki Esparbé.

## Argumento
Nochevieja. El último tren del año hace el recorrido entre Barcelona y Madrid cuando, de repente, se detiene en medio de la nada sin motivo alguno. La inquietud y la desesperación empieza a reinar entre los pasajeros y personal del tren.  

## Reparto
| - Toni Acosta como Solana. - Karim Ait M'Hand como André. - Roberto Álamo como Guillermo. - Nao Albet como Jordi. - Ernesto Alterio como José María. - Carlos Areces como Paco. - Lola Dueñas como Nuria. - Miki Esparbé como Ramiro. - Imanol Arias como Comandante Guardia Civil. | - Aida Folch como Laura. - Nuria Gago como Sara. - Saras Gil como Miyako. - Rubén Ochandiano como Carlos. - María Alfonsa Rosso como Teresa. - Manolo Segura como Manolo. - Rossy de Palma como Azafata. |

## Producción
La película contó con la participación de Televisión Española, el apoyo del Instituto de la Cinematografía y de las Artes Audiovisuales y el departamento de cultura de la Generalidad de Cataluña, la colaboración de Televisió de Catalunya y el soporte del Instituto catalán de finanzas.
La película se estrenó el 31 de diciembre de 2015 con 138 copias. El fin de semana de su estreno recaudó 157.048€. Estuvo en cartelera un total de 10 semanas recaudando 357.061€ desde la fecha de su estreno.